# Ophthalmis conferta
Ophthalmis conferta är en fjärilsart som beskrevs av Walker 1864. Ophthalmis conferta ingår i släktet Ophthalmis och familjen nattflyn. Inga underarter finns listade i Catalogue of Life.